# Рейхсминистр
Рейхсминистр (нем. Reichsminister — имперский министр) — название членов Временной центральной власти (нем. Provisorische Zentralgewalt) в Германском союзе в 1849 году, а также членов правительства Германской империи, Веймарской республике и нацистской Германии в 1919—1945 годах.

## Кайзеровский период
В кайзеровской Германии в 1871—1918 годах отсутствовал коллегиальный исполнительный орган, состоящий из министров. Исполнительную власть осуществлял рейхсканцлер с несколькими государственными секретарями, назначавшиеся императором.

## Веймарский период
В веймарский период рейхсминистры вместе с рейхсканцлером являлись членами коллегиального имперского правительства, назначавшегося и увольнявшегося рейхспрезидентом по предложению рейхсканцлера при наличии доверия со стороны рейхстага. Выражение рейхстагом недоверия рейхсминистру влекло отставку рейхсминистра.

### Рейхсминистры
Существовало всего 10 рейхсминистров:
- Рейхсминистр иностранных дел;
- Рейхсминистр внутренних дел;
- Рейхсминистр юстиции;
- Рейхсминистр финансов (Шверин фон Крозиг, 1932—1945);
- Рейхсминистр экономики;
- Рейхсминистр продовольствия и сельского хозяйства;
- Рейхсминистр труда (Франц Зельдте, 1932—1945);
- Рейхсминистр рейхсвера;
- Рейхсминистр транспорта;
- Рейхсминистр почты.

## Нацистский период

### Рейхсминистры
В нацистский период посты рейхсминистров занимали следующие:
- Рейхсминистр иностранных дел (Константин фон Нейрат, 1933—1938; Иоахим фон Риббентроп, 1938—1945);
- Рейхсминистр внутренних дел (Вильгельм Фрик, 1933—1943; Генрих Гиммлер, 1943—1945);
- Рейхсминистр финансов (Людвиг Шверин фон Крозиг, 1932—1945, занял должность до прихода Гитлера к власти);
- Рейхсминистр экономики (Альфред Гугенберг, 1933; Курт Шмитт, 1934—1934; Ялмар Шахт, 1934—1937; Герман Геринг, 1937—1938, и.о.; Вальтер Функ 1938—1945);
- Рейхсминистр труда (Франц Зельдте, 1932—1945, занял должность до прихода Гитлера к власти);
- Рейхсминистр юстиции (Франц Гюртнер, 1933—1941; Франц Шлегельбергер, 1941—1942, и.о.; Отто Тирак, 1942—1945);
- Рейхсминистр рейхсвера (Вернер фон Бломберг, 1933—1935);
- Военный министр (Вернер фон Бломберг, 1935—1938);
- Рейхсминистр почты (Пауль фон Эльц-Рюбенах, 1933—1937; Карл Вильгельм Онезорге[2], 1937—1945; Юлиус Дорпмюллер, 1—23 мая 1945);
- Рейхсминистр путей сообщения (Пауль фон Эльц-Рюбенах, 1933—1937; Юлиус Дорпмюллер, 1937—1945);
- Рейхсминистр продовольствия и сельского хозяйства (Альфред Гугенберг, 1933; Рихард Дарре, 1933—1942; Герберт Бакке, 1942—1945);
- Рейхсминистр народного просвещения и пропаганды (Йозеф Геббельс 1933—1945);
- Рейхсминистр авиации (Герман Геринг, 1933—1945, Роберт фон Грейм, 1945);
- Рейхсминистр науки, воспитания и народного образования (Бернгард Руст, 1934—1945);
- Рейхсминистр по делам церкви (Ганс Керрл, 1935—1941; Герман Мус, 1941—1945, и.о.);
- Рейхсминистр вооружений и боеприпасов (Фриц Тодт, 1940—1942; Альберт Шпеер, 1942—1943);
- Рейхсминистр военной промышленности (Альберт Шпеер, 1943—1945);
- Рейхсминистр оккупированных восточных территорий (Альфред Розенберг, 1941—1945);
- Рейхсминистр по делам Богемии и Моравии (Карл Герман Франк, 1943—1945)

Также в правительство в разное время входили рейхсминистры без портфеля:
- Герман Геринг (1933);
- Эрнст Рём (1933—1934);
- Рудольф Гесс (1933—1941);
- Ганс Керрл (1934—1935);
- Ганс Франк (1934—1945);
- Ялмар Шахт (1937—1943);
- Ганс Генрих Ламмерс (1937—1945);
- Отто Мейснер (1937—1945);
- Константин фон Нейрат (1938—1945);
- Артур Зейсс-Инкварт (1939—1945);
- Мартин Борман (1941—1945);
- Вильгельм Фрик (1943—1945);
- Константин Хирль (1943—1945).

В нацистский период рейхсминистры назначались и увольнялись рейхсканцлером Адольфом Гитлером. 